# Sainte-Eusoye
Sainte-Eusoye est une commune française située dans le département de l'Oise en région Hauts-de-France.
Ses habitants sont appelés les Eusébiens et les Eusébiennes.

## Géographie

### Communes limitrophes
| Maisoncelle-Tuilerie | Troussencourt | Vendeuil-Caply          |
|                      | Sainte-Eusoye | Saint-André-Farivillers |
| Froissy              | Noirémont     | Noyers-Saint-Martin     |

### Hydrographie
La commune est traversée par la ligne de partage des eaux entre les bassins hydrographiques Artois-Picardie et Seine-Normandie. Elle n'est drainée par aucun cours d'eau.

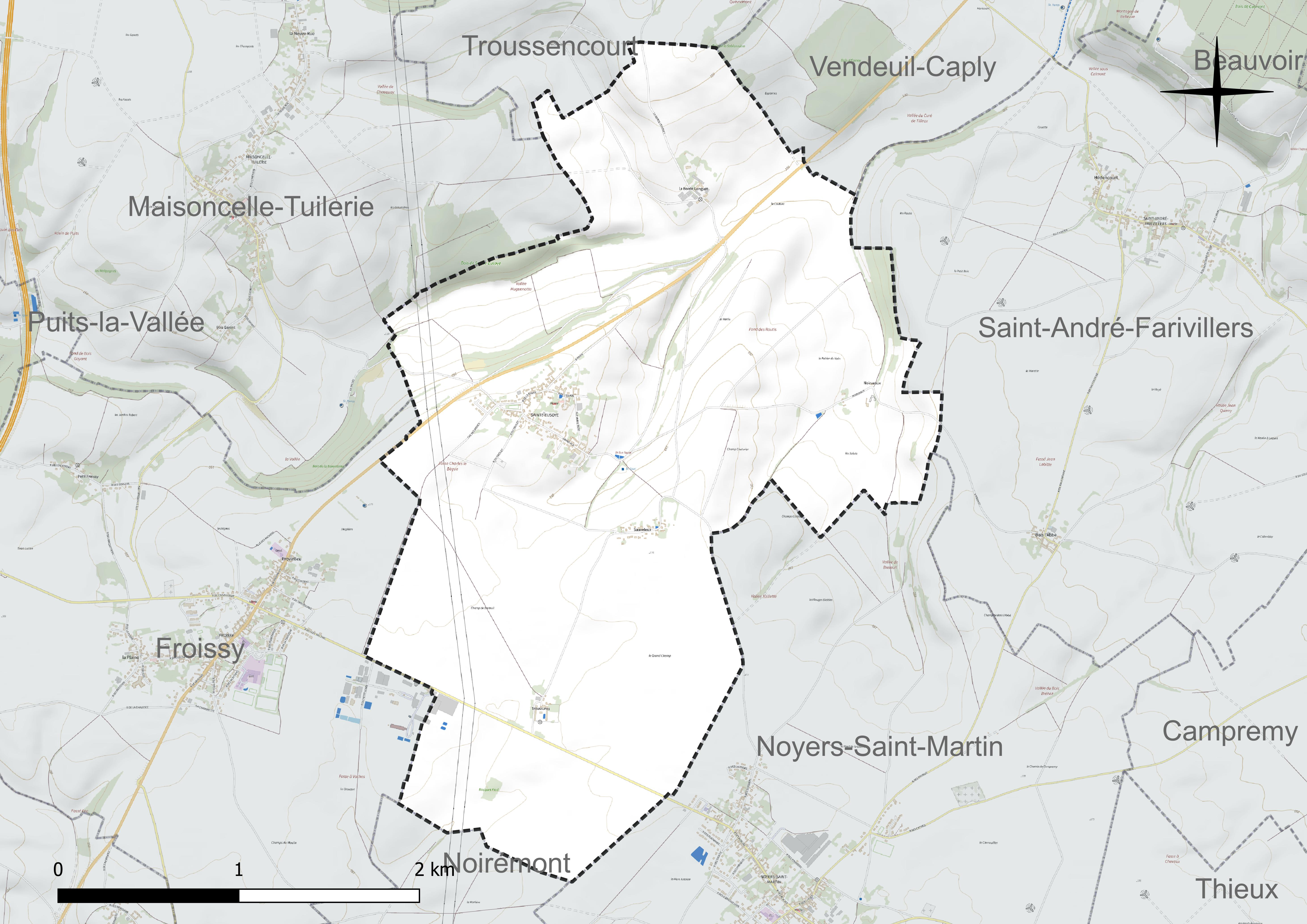
Réseau hydrographique de Sainte-Eusoye.

### Climat
Pour des articles plus généraux, voir Climat des Hauts-de-France et Climat de l'Oise.
En 2010, le climat de la commune est de type climat océanique dégradé des plaines du Centre et du Nord, selon une étude du CNRS s'appuyant sur une série de données couvrant la période 1971-2000. En 2020, Météo-France publie une typologie des climats de la France métropolitaine dans laquelle la commune est exposée à un climat océanique et est dans la région climatique  Nord-est du bassin Parisien, caractérisée par un ensoleillement médiocre, une pluviométrie moyenne régulièrement répartie au cours de l'année et un hiver froid (3 °C). 
Pour la période 1971-2000, la température annuelle moyenne est de 10,2 °C, avec une amplitude thermique annuelle de 14,2 °C. Le cumul annuel moyen de précipitations est de 710 mm, avec 11,4 jours de précipitations en janvier et 8,3 jours en juillet. Pour la période 1991-2020, la température moyenne annuelle observée sur la station météorologique la plus proche, située sur la commune de Rouvroy-les-Merles à 11 km à vol d'oiseau, est de 10,7 °C et le cumul annuel moyen de précipitations est de 647,9 mm,. Pour l'avenir, les paramètres climatiques de la commune estimés pour 2050 selon différents scénarios d'émission de gaz à effet de serre sont consultables sur un site dédié publié par Météo-France en novembre 2022.

## Urbanisme

### Typologie
Au 1er janvier 2024, Sainte-Eusoye est catégorisée commune rurale à habitat dispersé, selon la nouvelle grille communale de densité à sept niveaux définie par l'Insee en 2022.
Elle est située hors unité urbaine. Par ailleurs la commune fait partie de l'aire d'attraction de Beauvais, dont elle est une commune de la couronne,. Cette aire, qui regroupe 162 communes, est catégorisée dans les aires de 50 000 à moins de 200 000 habitants,.

### Occupation des sols
L'occupation des sols de la commune, telle qu'elle ressort de la base de données européenne d'occupation biophysique des sols Corine Land Cover (CLC), est marquée par l'importance des territoires agricoles (95 % en 2018), une proportion identique à celle de 1990 (95 %). La répartition détaillée en 2018 est la suivante : 
terres arables (89,2 %), zones agricoles hétérogènes (5,8 %), zones urbanisées (3,8 %), forêts (1,2 %). L'évolution de l'occupation des sols de la commune et de ses infrastructures peut être observée sur les différentes représentations cartographiques du territoire : la carte de Cassini (XVIIIe siècle), la carte d'état-major (1820-1866) et les cartes ou photos aériennes de l'IGN pour la période actuelle (1950 à aujourd'hui).

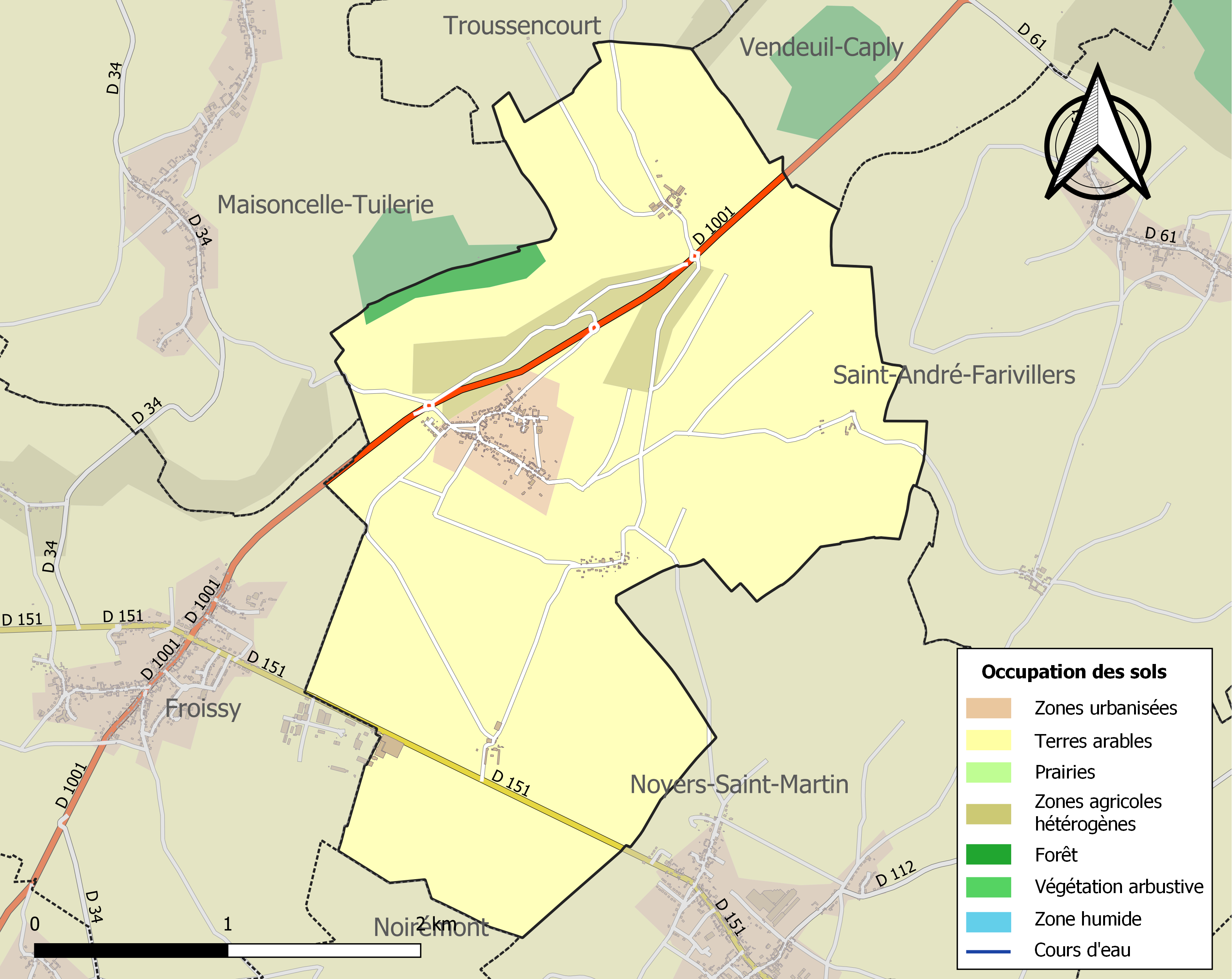
Carte des infrastructures et de l'occupation des sols de la commune en 2018 (CLC).

### Voies de communication et transports
La commune est desservie, en 2023, par les lignes 6103, 6114 et 6140 du réseau interurbain de l'Oise.

## Toponymie
Le nom de la localité est attesté sous les formes de Sancta Eusebia (1030) ; « in villa sancte Eusebie juxta grangiam tussurarium » (1196) ; Sainte Eusebe (1236) ; de sancto Ysoie (1263) ; « qui ex nomine Eusebioe sancta Isoia vocatur » (1265) ; in villa sancte Eusebie (1265) ; la ville de Saint Ysaie (1274) ; S. Yzaie (1283) ; de Sancto Eusebio (1292) ; Sanctus Eusebius (XIIIe) ; de Sancto Esibio (1316) ; Saint Ysoie (1316) ; Sainte Ysoie (1329) ; Sainte Usoye (1373) ; Saincte Usoye (1373) ; Sainte Usoy (1450) ; Sainte Ysoye (1454) ; Saint Usoye (1456) ; Saint Usoit (1469) ; Sainte Eusoie (1540) ; Sainte Euzoie (1592) ; « in pago Belvacensi quadam villa ex nomine Sanctoe Eusibie Sancta Ysoya vocatur » (XVIIe) ; Sainte-Eusoye (1840).

Sainte-Eusoye est un hagiotoponyme qui fait référence à Eusébie d'Hamage, abbesse de l'abbaye d'Hamage. Eusoye est la forme populaire de Eusébie/Eusébe.

## Politique et administration

### Rattachements administratifs et électoraux
La commune se trouve dans l'arrondissement de Clermont du département de l'Oise. Pour l'élection des députés, elle fait partie de la première circonscription de l'Oise.
Elle faisait partie depuis 1793 du canton de Froissy. Dans le cadre du redécoupage cantonal de 2014 en France, la commune fait désormais partie du canton de Saint-Just-en-Chaussée.

### Intercommunalité
La commune faisait partie de la communauté de communes des Vallées de la Brèche et de la Noye créée fin 1992.
Dans le cadre des dispositions de la loi portant nouvelle organisation territoriale de la République (Loi NOTRe) du 7 août 2015, qui prévoit que les établissements publics de coopération intercommunale (EPCI) à fiscalité propre doivent avoir un minimum de 15 000 habitants, le préfet de l'Oise a publié en octobre 2015 un projet de nouveau schéma départemental de coopération intercommunale, qui prévoit la fusion de plusieurs intercommunalités, et notamment celle de Crèvecœur-le-Grand (CCC) et celle des Vallées de la Brèche et de la Noye (CCVBN), soit une intercommunalité de 61 communes pour une population totale de 27 196 habitants.
Après avis favorable de la majorité des conseils communautaires et municipaux concernés, cette intercommunalité dénommée communauté de communes de l'Oise picarde et dont la commune est désormais membre, est créée au 1er janvier 2017.

### Liste des maires
| Période                                  | Période                   | Identité          | Étiquette | Qualité |
| ---------------------------------------- | ------------------------- | ----------------- | --------- | --- |
| Les données manquantes sont à compléter. |                           |                   |           | |
| avant 1988                               | ?                         | Jean Dufossé      |           | |
| Les données manquantes sont à compléter. |                           |                   |           | |
| mars 2001                                | En cours (au 11 mai 2016) | Pierre Dugrosprez |           | Agriculteur Vice-président de la CCVBN (2014 → 2016) Vice-président de la CC de l'Oise Picarde (2017 → ) Réélu pour le mandat 2014-2020-/small>, |

### Politique environnementale
La commune, malgré sa faible importance, s'est dotée en 2007 d'un réseau d'assainissement collectif et d'une station d'épuration.
Un verger de 24 arbres fruitiers (16 pommiers, 5 poiriers, 2 pruniers et 1 noyer) d'espèces anciennes a été planté en 2014 par le conseil municipal, afin de permettre de se remémorer et de retrouver l'histoire de la commune. Les fruits seront mis à disposition des habitants de la commune et de ceux de Sauveleux.

### Distinctions et labels
La qualité du fleurissement de la commune a été reconnue par un 4e prix ex aequo au concours départemental des villes et villages fleuris en 2017, catégorie « communes de 301 à 1000 habitants ».

## Population et société

### Démographie

#### Évolution démographique
L'évolution du nombre d'habitants est connue à travers les recensements de la population effectués dans la commune depuis 1793. Pour les communes de moins de 10 000 habitants, une enquête de recensement portant sur toute la population est réalisée tous les cinq ans, les populations de référence des années intermédiaires étant quant à elles estimées par interpolation ou extrapolation. Pour la commune, le premier recensement exhaustif entrant dans le cadre du nouveau dispositif a été réalisé en 2008.

En 2022, la commune comptait 335 habitants, en évolution de +6,69 % par rapport à 2016 (Oise : +0,87 %, France hors Mayotte : +2,11 %).
| 1793 | 1800 | 1806 | 1821 | 1831 | 1836 | 1841 | 1846 | 1851 |
| ---- | ---- | ---- | ---- | ---- | ---- | ---- | ---- | ---- |
| 541  | 735  | 592  | 593  | 631  | 495  | 461  | 454  | 444  |

| 1856 | 1861 | 1866 | 1872 | 1876 | 1881 | 1886 | 1891 | 1896 |
| ---- | ---- | ---- | ---- | ---- | ---- | ---- | ---- | ---- |
| 389  | 389  | 319  | 281  | 279  | 253  | 242  | 224  | 225  |

| 1901 | 1906 | 1911 | 1921 | 1926 | 1931 | 1936 | 1946 | 1954 |
| ---- | ---- | ---- | ---- | ---- | ---- | ---- | ---- | ---- |
| 203  | 219  | 210  | 181  | 164  | 148  | 154  | 168  | 158  |

| 1962 | 1968 | 1975 | 1982 | 1990 | 1999 | 2006 | 2008 | 2013 |
| ---- | ---- | ---- | ---- | ---- | ---- | ---- | ---- | ---- |
| 138  | 147  | 170  | 202  | 210  | 229  | 238  | 241  | 303  |

| 2018 | 2022 | - | - | - | - | - | - | - |
| ---- | ---- | - | - | - | - | - | - | - |
| 329  | 335  | - | - | - | - | - | - | - |

#### Pyramide des âges
La population de la commune est relativement jeune.
En 2018, le taux de personnes d'un âge inférieur à 30 ans s'élève à 36,8 %, soit en dessous de la moyenne départementale (37,3 %). À l'inverse, le taux de personnes d'âge supérieur à 60 ans est de 15,8 % la même année, alors qu'il est de 22,8 % au niveau départemental.
En 2018, la commune comptait 175 hommes pour 154 femmes, soit un taux de 53,19 % d'hommes, largement supérieur au taux départemental (48,89 %).
Les pyramides des âges de la commune et du département s'établissent comme suit.
| Hommes | Classe d’âge | Femmes |
| ------ | ------------ | ------ |
| 0,6    | 90 ou +      | 0,0    |
| 1,1    | 75-89 ans    | 5,8    |
| 11,4   | 60-74 ans    | 13,0   |
| 22,9   | 45-59 ans    | 25,3   |
| 22,3   | 30-44 ans    | 24,7   |
| 16,0   | 15-29 ans    | 9,1    |
| 25,7   | 0-14 ans     | 22,1   |

| Hommes | Classe d’âge | Femmes |
| ------ | ------------ | ------ |
| 0,5    | 90 ou +      | 1,4    |
| 5,5    | 75-89 ans    | 7,6    |
| 15,6   | 60-74 ans    | 16,3   |
| 20,8   | 45-59 ans    | 20     |
| 19,4   | 30-44 ans    | 19,4   |
| 17,6   | 15-29 ans    | 16,2   |
| 20,6   | 0-14 ans     | 19,1   |

### Enseignement
Les enfants de la commune sont scolarisés au groupe scolaire Le Moustier de Froissy, dans le cadre d'un regroupement pédagogique concentré rassemblant les communes de Froissy, La Neuville-Saint Pierre, Noirémont, Reuil-sur-Brêche et Sainte- Eusoye. L'école primaire accueille 210 élèves pour l'année scolaire 2015-2016.

### Autres équipements
La commune a préempté en 2013 l'ancien presbytère, où elle a transféré en juin 2016 la mairie du village,,.

## Culture locale et patrimoine

### Lieux et monuments
- Ferme du Troussures : elle se compose des ruines d'une ancienne grange cistercienne ainsi qu'un pigeonnier inscrit au titre des monuments historiques depuis 1989[35]. La ferme était dépendante de l'abbaye de Chaalis.

- Église Sainte-Eusoye : datant du XVIe siècle, elle possède des fonts baptismaux en pierre du XIIe siècle classés monuments historiques[36].

### Personnalités liées à la commune
- Claude Grobéty (1940-2016), artiste peintre, dessinateur et graveur, vécut à Sainte-Eusoye.